# Hadena caragai
Hadena caragai är en fjärilsart som beskrevs av Bang-haas. Hadena caragai ingår i släktet Hadena och familjen nattflyn. Inga underarter finns listade i Catalogue of Life.